# شهرستان ساکمارسکی
شهرستان ساکمارسکی (به لاتین: Sakmarsky District) یک شهرستان در روسیه است که در استان اورنبورگ واقع شده‌است.